# One of Us Must Know (Sooner or Later)
"One of Us Must Know (Sooner or Later)" é uma canção escrita e gravada pelo músico americano Bob Dylan. É a quarta faixa de seu álbum de estúdio Blonde on Blonde, e foi lançada como o primeiro single da obra em 14 de fevereiro de 1966. A música é uma confissão emocional de desconexões e desculpas do cantor para uma mulher que tragicamente escapou de sua vida. Como um single, alcançou o 33º lugar no UK Singles Chart, mas só alcançou a posição de número 119 na tabela Bubbling Under da Billboard nos Estados Unidos.
Foi gravada em Nova Iorque, em 14 de fevereiro de 1966, sendo a única música do disco concebida na cidade. De acordo com Jonathan Singer, foi Paul Griffin que tocou a parte de piano em "One of Us Must Know (Sooner or Later)".
Uma capa estilizada desta música com Phil Spector foi lançada por Les Fradkin em If Your Memory Serves You Well (2006).
O cantor e compositor inglês Mick Hucknall regravou a canção na coletânea de caridade Chimes of Freedom: The Songs of Bob Dylan Honoring 50 Years of Amnesty International, de 2012.